# Благодатненский сельский совет (Ивановский район)
Благодатненский сельский совет (укр. Благодатненська сільська рада) — входит в состав
Ивановского района
Херсонской области
Украины.
Административный центр сельского совета находится в 
с. Благодатное
.

## История
- 1874 — дата образования.

## Населённые пункты совета
- с. Благодатное
- с. Тимофеевка